# Praomys petteri
Praomys petteri är en gnagare i släktet afrikanska mjukpälsråttor som förekommer i centrala Afrika.
Arten når en kroppslängd (huvud och bål) av 7,3 till 14,3 cm, en svanslängd av 9,9 till 16,5 cm och en vikt av 40 till 61 g. Den har 2,4 till 2,8 cm långa bakfötter och 1,5 till 2,2 cm stora öron. Den mjuka pälsen på ovansidan har en mörkbrun färg och på undersidan förekommer ljusgrå päls. Praomys petteri har vita hår vid öronens kanter. Den långa mörkbruna svansen med några ljusa punkter är täckt av fjäll samt av några glest fördelade hår. Djuret skiljer sig från Praomys rostratus i antalet kromosomer och från Praomys jacksoni i avvikande detaljer av kraniet.
Denna gnagare lever i Kamerun och Centralafrikanska republiken samt i sydvästra Kongo-Brazzaville. Habitatet utgörs av regnskogar i låglandet. Ibland besöks angränsande landskap.
Födan utgörs främst av insekter och dessutom äts växtdelar som frukter och frön. En upphittad hona var dräktig med fyra ungar.
Arten är inte sällsynt och den listas av IUCN som livskraftig (LC).